# 马莱拉河
马莱拉河（葡萄牙語：Rio Melela），莫桑比克赞比西亚省的一条河流。

## 流域
马莱拉河流域面积8200平方公里，形状细长。该流域由中北部水务局（Administração Regional de Águas Centro-Norte）管辖。

## 支流
马莱拉河主要有两条支流汇入，即左岸的马莱马河和奈沃科内河，右侧还有一系列小河汇入该河。